# Hibercie

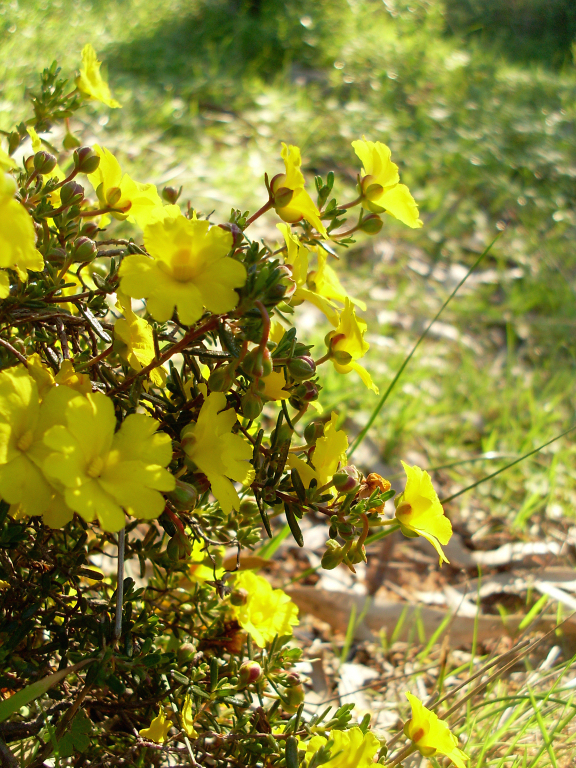
Hibbertia hypericoides

Hibercie (Hibbertia) je rod rostlin z čeledi dileniovité. Jsou to převážně keře se střídavými jednoduchými listy a pohlednými, většinou žlutými květy. Plodem je měchýřek. Rod zahrnuje asi 150 druhů a je rozšířen především v Austrálii, v menší míře i na Madagaskaru, Nové Guiney a Tichomoří. Květy jsou opylovány převážně včelami, semena rozšiřují mravenci či ptáci.
Hibbertia scandens i některé jiné druhy jsou celkem zřídka pěstovány v tropech a subtropech jako okrasné rostliny.

## Popis
Hibercie jsou keře nebo polokeře, výjimečně liány. Některé druhy z Nové Kaledonie mají více méně stromovitý vzrůst. Stonky u některých druhů vyrůstají z dřevnaté hlízy. Listy jsou střídavé a spirálně uspořádané (výjimečně vstřícné, např. u druhu H. coriacea), jednoduché, řapíkaté nebo přisedlé, celokrajné nebo řidčeji zubaté či laločnaté, u některých druhů brzy opadavé nebo redukované na šupiny. Palisty chybějí. Zástupci podrodu Pachynema mají zploštělé, asimilující stonky a listy redukované na šupiny. Řada keřovitých druhů má listy drobné a erikoidní vzrůst.
Květenství jsou různých typů a mohou být vrcholová nebo úžlabní. Květy se často rozvíjejí na vrcholu zkrácených postranních větévek.
Kalich je pětičetný, vnější 3 kališní lístky jsou často jiné velikosti či tvaru než vnitřní. Koruna je většinou bledě až sytě žlutá, řidčeji bílá, růžová až temně červená, čtyř nebo pětičetná, opadavá nebo vytrvalá. Korunní lístky jsou často na konci dvoulaločné. Tyčinek je různý počet od 1 až po několik set a mohou být volné nebo různým způsobem srostlé. Gyneceum je složeno ze 2 (1 až 10) volných nebo jen krátce na bázi srostlých plodolistů. Každý plodolist obsahuje 1 až 25 vajíček. Čnělka je nitkovitá, zakončená drobnou vrcholovou bliznou. Plodem je souplodí měchýřků podepřené vytrvalým kalichem. Každý měchýřek obsahuje 1 až 8 semen. Semena mají většinou bělavý a polodužnatý nebo řidčeji červený a dužnatý míšek.

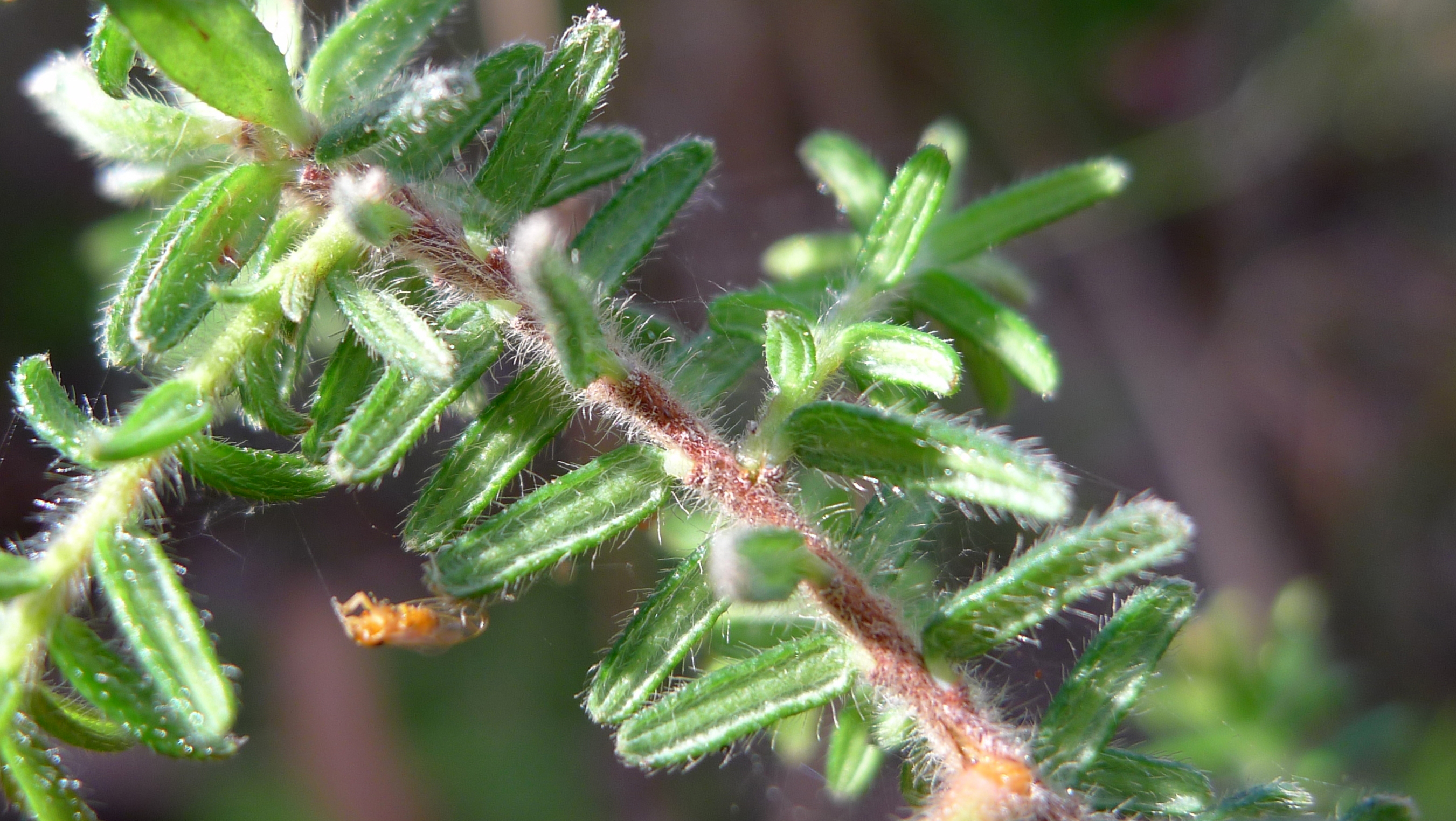
Erikoidní listy Hibbertia vestita
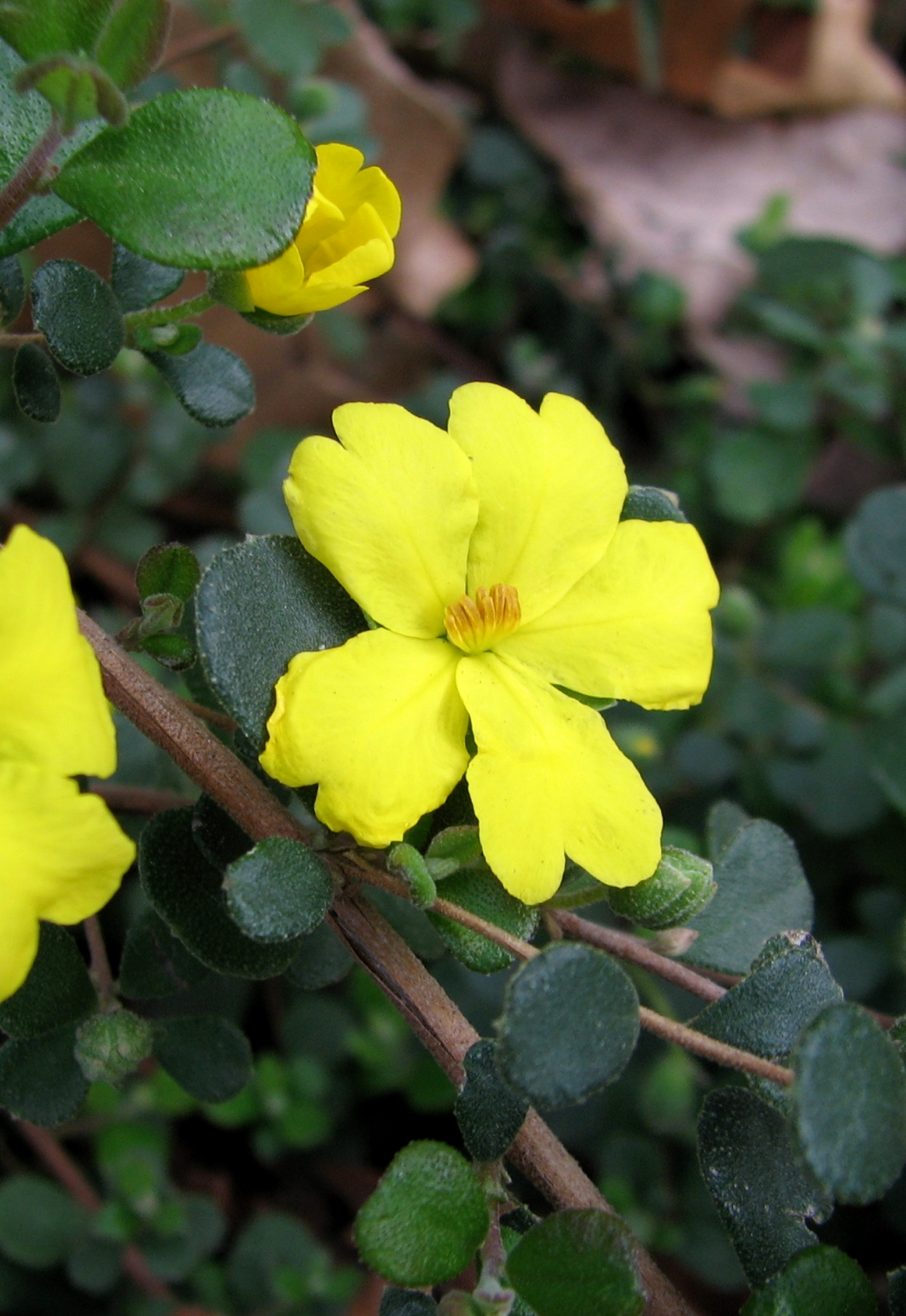
Květ Hibbertia truncata
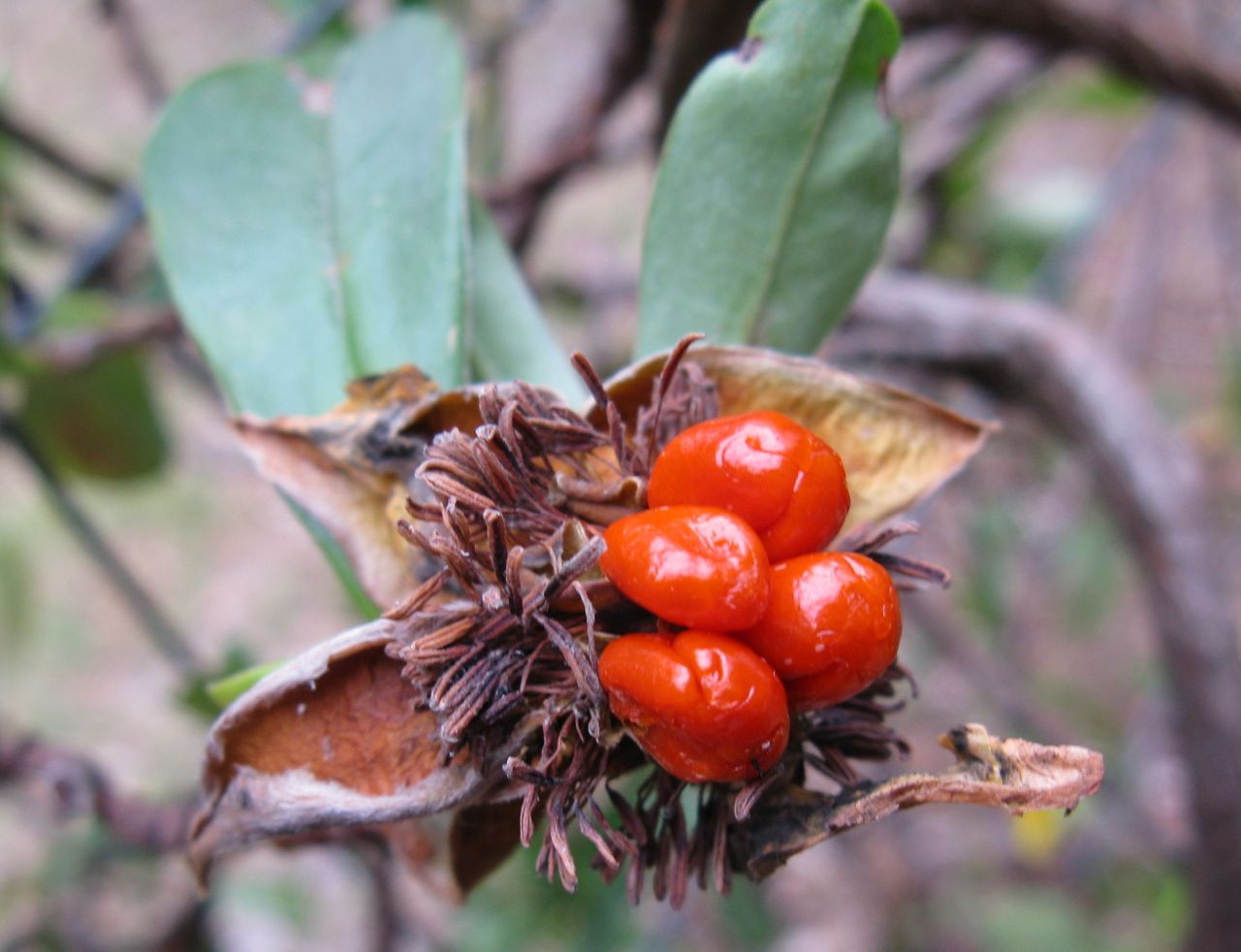
Plody Hibbertia scandens

## Rozšíření
Hibercie je poměrně rozsáhlý rod, zahrnující asi 225 až 250 druhů. Je rozšířen v Austrálii, východním Madagaskaru, jižní a jihovýchodní Nové Guiney a některých tichomořských ostrovech (Nová Kaledonie, Fidži). Centrum druhové diverzity je v Austrálii, kde roste mnoho endemických druhů zejména na jihovýchodě, jihozápadě a severu kontinentu. Ve vnitrozemí kontinentu se až na několik málo relativně nevelkých arel rod nevyskytuje.
Rod je zastoupen i na Tasmánii, odkud je udáváno 15 druhů. Na Nové Kaledonii roste 24 druhů, na Nové Guineji 2. Na Fidži a Madagaskaru roste po 1 druhu.

## Ekologické interakce
Květy hibercií neobsahují nektar a jsou primárně opylovány včelami z čeledí hedvábnicovití (Colletidae) a ploskočelkovití (Halictidae), sbírajícími pyl. Navštěvují je také pestřenky, které rovněž konzumují pyl. Prašníky mají vrcholový pór a včely z nich vytřásají pyl aktivními vibracemi hrudní části. Někdy také vyškrabují pyl z pórů předními končetinami. Při výzkumu opylování dvou druhů hibercií byla zjištěna zajímavá věc. Tyto druhy jsou opylovány stejným druhem včely, mají však odlišnou architekturu květu a pyl se proto uchycuje na jiné části včelího těla, odkud se pak při návštěvě dalšího květu dostává na odpovídajícím způsobem utvářenou bliznu. Tento jev je vysvětlován jako mezidruhový izolační mechanizmus zabraňující hybridizaci těchto sympatrických druhů.
Semena mají masíčko a jsou vyhledávána a šířena zejména mravenci. Některé druhy s červeným masíčkem jsou šířeny ptáky.

## Taxonomie
Rod Hibbertia je v současné taxonomii členěn do 4 podrodů. Byl do něj vřazen rod Pachynema, který podle výsledků molekulárních studií tvoří větev uvnitř vývojového stromu rodu Hibbertia.

## Význam
Některé druhy hibercií jsou v tropech či subtropech poměrně zřídka pěstovány jako okrasné rostliny s pohlednými květy. Pěstuje se zejména Hibbertia scandens (syn. H. volubilis). Tento druh je vysazen i v sukulentním skleníku Pražské botanické zahrady v Tróji.